# Discophlebia blosyrodes
Discophlebia blosyrodes là một loài bướm đêm thuộc họ Oenosandridae. Nó được tìm thấy ở Úc.